# Troglocylisticus cyrnensis
Troglocylisticus cyrnensis is een pissebed uit de familie Cylisticidae. De wetenschappelijke naam van de soort is voor het eerst geldig gepubliceerd in 1983 door Franco Ferrara & Stefano Taiti.